# Stansted (Kent)
Stansted è un villaggio e parrocchia civile dell'Inghilterra, appartenente alla contea del Kent.